# Sam Rainsy
Sam Rainsy (tiếng Khmer: សម រង្ស៊ី; sinh ngày 10 tháng 3 năm 1949) là một chính khách của Campuchia, ông là người thành lập Đảng Sam Rainsy, một đảng từng hoạt động trên chính trường Campuchia. Năm 2012, đảng hợp nhất với đảng Nhân quyền để lập nên Đảng Cứu nguy dân tộc Campuchia (CNRP).

## Thân thế
Ông sinh năm 1949 là con trai của Sam Sary, một cựu quan chức chính phủ cao cấp. Năm 1965 ông sang Pháp học, ở đây ông đã lấy được bằng về khoa chính trị học, kinh tế học, kế toán và quản trị doanh nghiệp. Trong thời kỳ ở Pháp ở thập niên 1970, ông và vợ ông đã phát hành tờ Tiếng nói Campuchia Tự do, một tạp chí nêu bật những hành động tàn bạo của Khmer đỏ.

## Hoạt động chính trị
Năm 1991, ông trở về Campuchia và xuất hiện lần đầu trong hoạt động chính trị trước công chúng bằng việc gia nhập Đảng Funcinpec của hoàng thân Norodom Ranariddh. Tiếp đó ông được bổ nhiệm làm bộ trưởng tài chính.
Năm 1994, ông bị cách chức khỏi vị trí bộ trưởng tài chính đồng thời bị khai trừ khỏi đảng Funcinpec và đại biểu quốc hội vào năm 1995. Sau sự kiện này ông đã ra thành lập đảng Sam Rainsy mang tên mình, hiện nay là một trong ba chính đảng lớn nhất ở Campuchia.
Năm 2005, ông rời khỏi đất nước sau khi mất quyền miễn tố của đại biểu quốc hội. Năm 2006, ông trở về sau khi được Quốc vương Norodom Sihamoni miễn xá.
Ngày 25 tháng 10 năm 2011, ông tới khu vực đang phân giới cắm mốc giữa tỉnh Long An của Việt Nam và tỉnh Svay Rieng của Campuchia, nhổ sáu cọc dấu tạm thời mang về Phnôm Pênh. Chính phủ Việt Nam đã lên án hành động này của Sam Rainsy và gọi nó là "phá hoại mối quan hệ giữa Việt Nam và Campuchia". Việt Nam cũng nói các phát biểu "vu cáo Việt Nam" của ông Sam Rainsy là nhằm mục đích phá hoại mối quan hệ giữa Việt Nam và Campuchia; và yêu cầu chính phủ Campuchia có biện pháp "xử lý thích đáng" đối với ông. Sau đó, chính quyền huyện Chantrea (tỉnh Svay Rieng) của Campuchia đã kiện ông ra tòa. Sau đó, ông bị xử tù 11 năm về tội tuyên truyền thông tin sai lạc và phá hoại tài sản quốc gia, giả mạo, phát hành tài liệu và bản đồ sai trái nhằm cản trở công tác phân giới cắm mốc của Campuchia. Rainsy sống lưu vong tại Pháp để trốn tránh bản án.
Đến tháng 7/2013 ông được Hoàng gia Campuchia ân xá và trở về nước.
Ngày 11 tháng 2 năm 2017, ông chính thức tuyên bố từ chức chủ tịch đảng Cứu quốc Campuchia. Hiện nay, ông đang phải sống lưu vong tại Pháp để tránh bản án 2 năm tù vì tội phỉ báng phó thủ tướng Hor Namhong.
Ngày 15 tháng 11 năm 2017, Ông Sam Rainsy tuyên bố trở lại chính trường Campuchia: "Tôi muốn thông báo rằng tôi, Sam Rainsy, sẽ lại là một thành viên đảng Cứu nguy Dân tộc Campuchia (CNRP) từ ngày hôm nay trở đi, dù đảng có bị giải tán hay không", Rainsy cũng nói ông đang ở Washington, Mỹ.
Ngày 16/08//2019 sau thời gian lưu vong ở Pháp, ông cho đăng một bài viết trên facebook nói rằng mình sẽ tìm cách quay trở lại Campuchia vào ngày 09/11/2019 để giúp người dân đấu tranh đòi lại quyền tự do dân chủ cho chính mình.